# Маклино
Маклино — село, административный центр  сельского поселения «Село Маклино» Малоярославецкого района Калужской области.

## География
Село Маклино находится на юго-востоке города Малоярославец, у Киевского шоссе.

## История
В писцовых книгах 1627—1629 годов упоминается как сельцо Марьинское, на реке Карижа, Городошевской волости, Малоярославецкого уезда.
В XVII—XVIII веках сельцо Марьинское, впоследствии село Марьино, принадлежало князьям Щербатовым.
В 1764 году в селе была построена каменная церковь во имя архангела Михаила.
По данным на 1782 год село Марьино (оно же Архангельское) находилось во владении вдовы Анны Ивановны Лопухиной. В селе был 51 двор и 259 жителей. По данным на 1859 год в селе насчитывалось 17 дворов и 122 жителя.
К 1914 году население села, ставшего центром Марьинской волости, составляло 191 человек.
В 1859 году Марьино — владельческое село при речке Корижа, в селе православная церковь. Село  располагалось по проселочному тракту из города Малоярославца в село Неделино.
В 1918 году село Марьино было переименовано в Маклино, в честь шотландский борца за рабоче-крестьянское дело товарища Маклина.
В 1930 году церковь архангела Михаила была закрыта, её помещения были предоставлены для хранения сельского материала, коммуне «Большевик».

## Население
| 2002 | 2010 |
| ---- | ---- |
| 752  | ↗937 |